# Jean-Marie Henriau
Jean-Marie Henriau, né v. 1661 à Paris et mort le 25 janvier 1738, est un prélat français, évêque de Boulogne, opposant au jansénisme. 

## Biographie
Il est fils d'un procureur au parlement de Paris.
Henriau devient conseiller-clerc au parlement de Paris, prieur de Beaurain, près d'Hesdin, chanoine et grand-vicaire de Lisieux. 
En 1724 il est nommé évêque de Boulogne. Immédiatement il relève de l'interdit et admet aux fonctions de la chaire et du tribunal de la pénitence les capucins et les minimes de Boulogne et de Calais, ainsi que les quatre couvents de récollets, frappés des censures de son prédécesseur le janséniste Pierre de Langle. 
La même année 1724, Henriau ordonne par un mandement d'accepter la constitution Unigenitus sous peine d'excommunication et défend de lire et de garder chez soi le livre de Pasquier Quesnel. Huit membres du chapitre n'acceptent pas ce mandement. Il interdit le curé de Saint-Martin et le directeur des hospitalières de Calais, qui ne veulent pas publier le mandement.
Jean-Marie Henriau est aussi abbé de l'abbaye de Valloires.

## Source
- Eugène Van Drival, Histoire des évêques de Boulogne, Boulogne-sur-Mer, 1852.